# Pacaya
A Pacaya egy aktív tűzhányó Guatemala déli részén. Veszélyessége 13-as fokozatú.

## Leírás
A 2552–2562 méter magas, bazaltos kőzetekből álló Pacaya a Guatemala déli részén húzódó Chiapasi-Sierra Madre hegységben található a fővárostól, Guatemalavárostól mintegy 30 km-re délre. Közigazgatásilag Escuintla megye San Vicente Pacaya községéhez tartozik. Komplexumának szerkezete igen összetett: egy régi rétegvulkánból, lávadómokból és az „új” vulkánból áll. Egy ősi, nagy méterű kaldera déli részén található, amelynek fő bemélyedésében ma az Amatitláni-tó vize gyűlt össze. A Pacaya aktivitása valószínűleg 23 000 évvel ezelőtt kezdődött, ott, ahol ma a Calderasi-tó található: emellett a tó mellett két robbanásos kráter helyezkedik el: a tőle nyugatra levő 250, a keletre levő 450 méter átmérőjű. A mai vulkáni kráter, amely a jelenkori kitöréseket produkálja, patkó formájú, délnyugat felé nyitott kalderával rendelkezik. Ebben a kalderában egy korábban keletkezett kúp, az úgynevezett Mackenney-kúp helyezkedik el (nevét Alfredo Mackenneyről, a Pacaya kutatójáról kapta, aki 1500-szor is felmászott rá), amely 1961 óta a folyamatos vulkáni tevékenység következtében állandóan változtatja az alakját. Az ezen aktivitások következtében előforduló, főként déli irányban terjeszkedő lávafolyások megtöltötték a kráter alját is. A kaldera északi peremén egy kicsi mellékkráter található, a Cerro Chino.
A Pacaya első feljegyzett, bizonyított kitörésére 1651-ben került sor, de bizonyos, hogy már sokkal régebb óta aktív. Néhány kitörés valószínűsíthető a 18. és a 19. században is, majd 1961-től kezdve gyakoriak a bizonyított kitörések: 1965-ben, 1990 és 2000 között, 2001-ben, 2002-ben, 2004-től 2010-ig, 2013-tól 2015-ig, 2016-ban és 2017-től is volt aktív időszaka.
Megmászására két útvonalat engedélyeznek. A La Corona nevű ösvény Concepción El Cedróból a Cerro Chino mellékkráterig vezet, a fő ösvény pedig San Francisco de Salesből, a látogatóközponttól indul, és egészen a fő kráterig vezet, bár kitöréses időszakokban az utolsó szakaszokat lezárják a látogatók elől. Az út eleje egy mérsékelten nedves szubtrópusi erdőben vezet, majd eléri a Mirador La Laguna nevű kilátóhelyet, ahonnan a Calderasi-tóra van kilátás, 150 méterrel feljebb pedig a Majahue nevű kilátópont található: innen az Agua, az Acatenango és a Fuego vulkánok is látszanak. Az ösvény később a Los Tres Robles nevű kilátóhelyhez ér, ahonnan már a Mackenney-kúp is jól megfigyelhető.
A vulkán környezetét is magában foglaló Pacaya Vulkán és Calderasi-tó Nemzeti Park 2221 hektáron terül el, és az Escuintla megyei San Vicente Pacaya községen kívül átnyúlik a Guatemala megye területén található Amatitlán és Villa Canales községekbe is.

## Képek

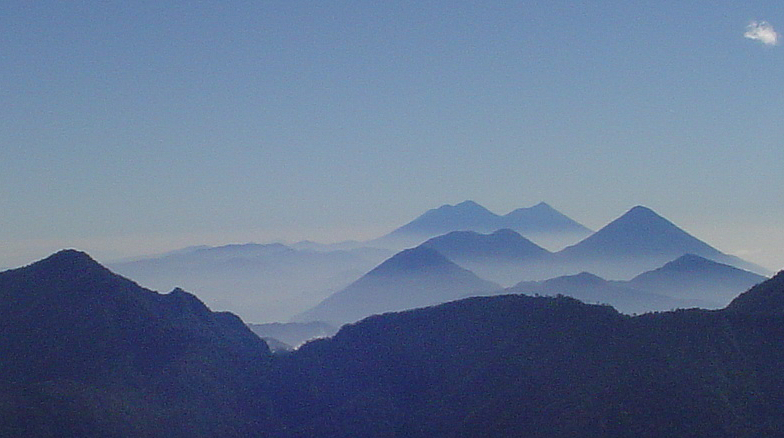
Környezete
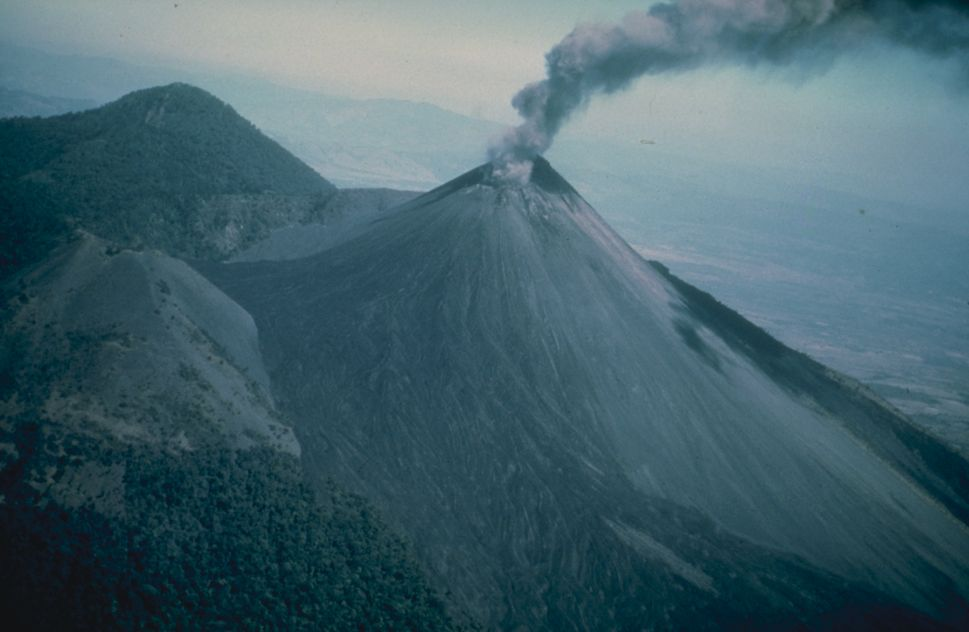
1976-ban
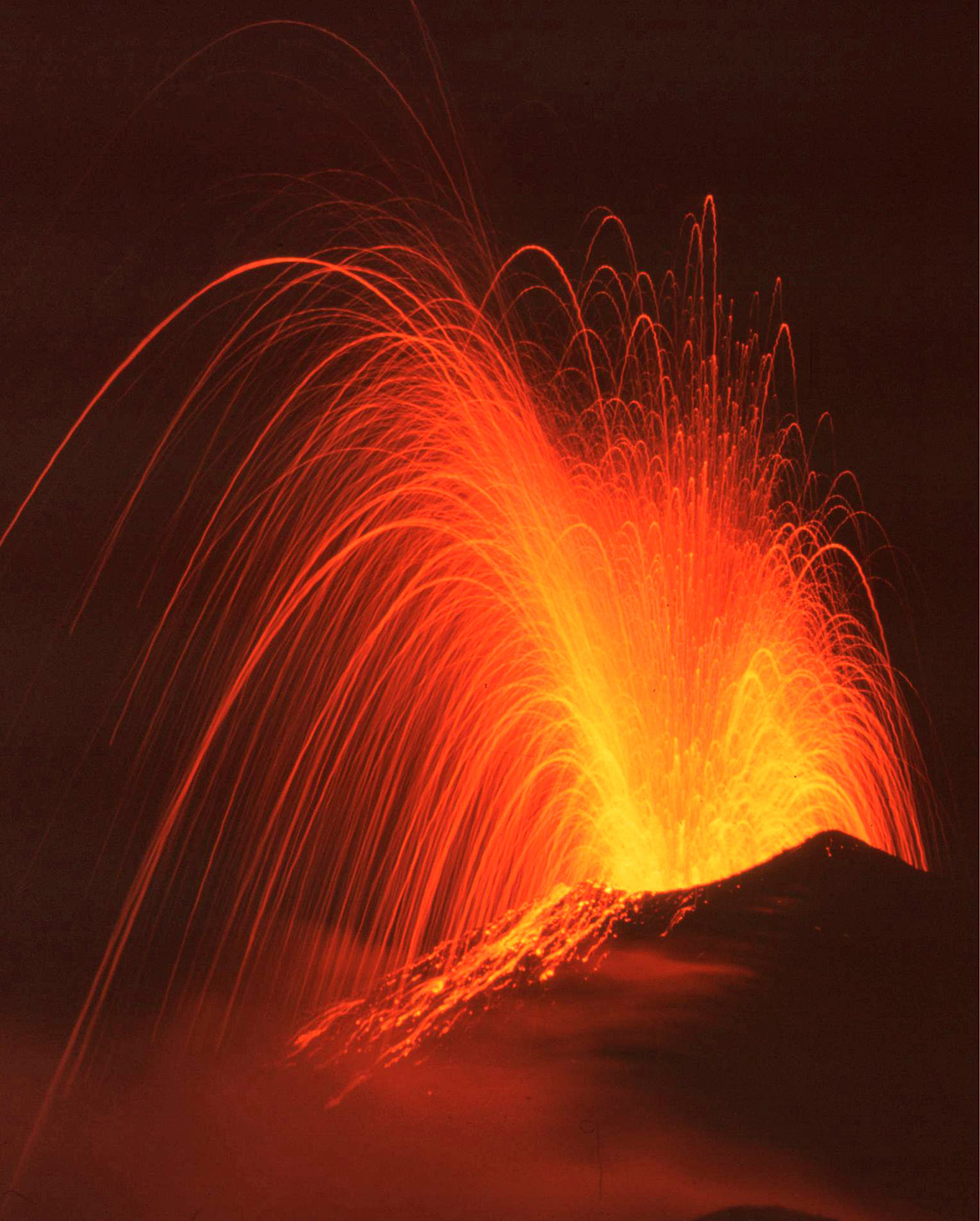
Kitörés
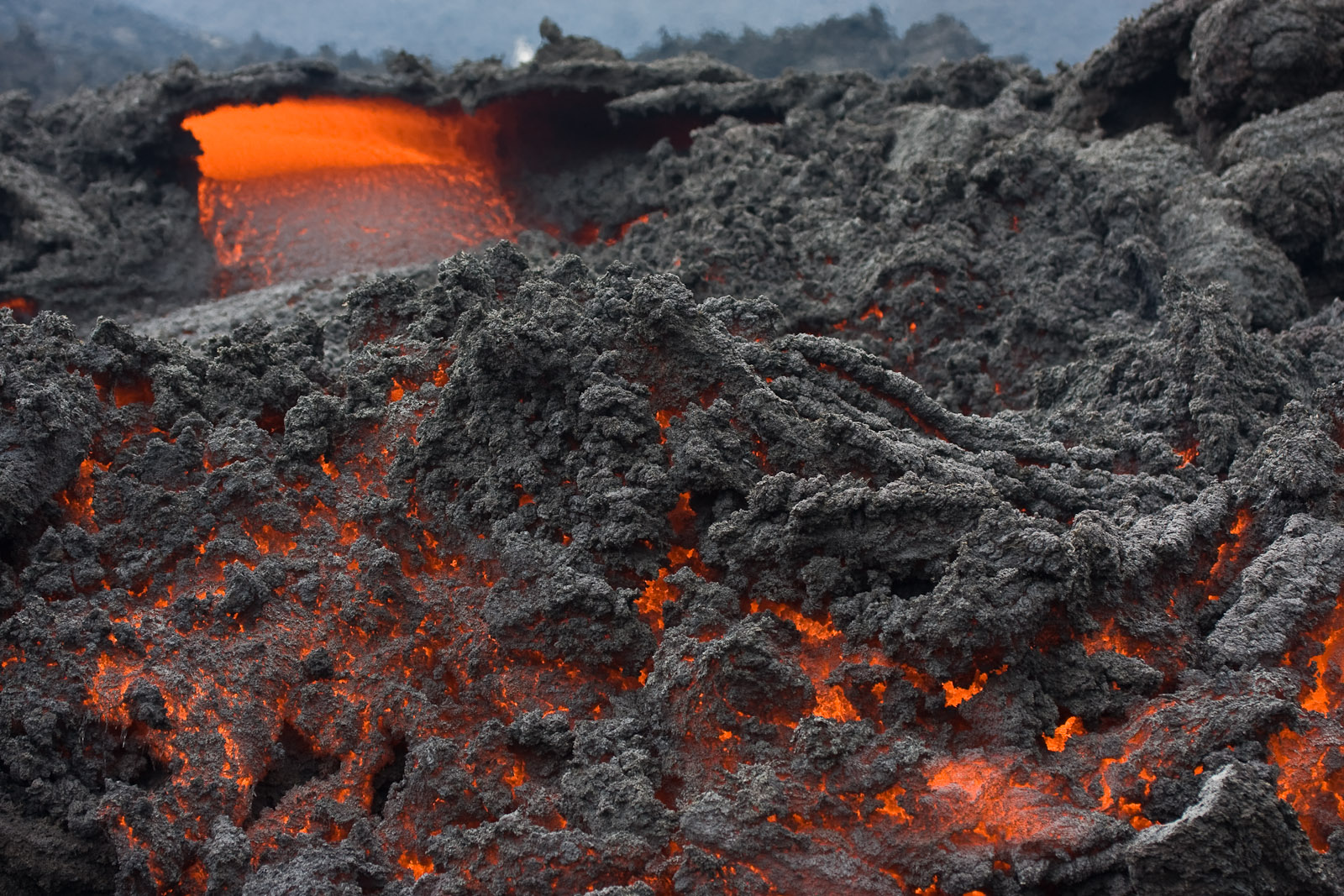
Izzó kőzetek